# Макије (Пескара)
Макије (итал. Macchie) је насеље у Италији у округу Пескара, региону Абруцо.
Према процени из 2011. у насељу је живело 114 становника. Насеље се налази на надморској висини од 557 м.